# Rognan Station
Rognan Station (Rognan stasjon) er en jernbanestation på Nordlandsbanen, der ligger ved byområdet Rognan i Saltdal kommune i Norge. Stationen består af krydsningsspor, et sidespor, en perron og en stationsbygning i rødmalet træ med billetsalg, ventesal og toilet. Stationen betjenes af fjerntog mellem Trondheim og Bodø, regionaltog mellem Mosjøen og Bodø og lokaltog mellem Rognan og Bodø.
Stationen åbnede da banen blev forlænget fra Røkland til Fauske 1. december 1958. Vest for stationen lå der i forvejen et 2,8 km langt spor fra Rognan kai ved Saltdalsfjorden til Nestby og en skinnelager i Brenneskogen. Sporet var blevet anlagt af den tyske besættelsesmagt i 1944. Da Nordlandsbanen åbnedes til Røkland 1. december 1955, åbnedes samtidig det næste stykke videre som sidespor til Rognan, hvor det blev sat i forbindelse med kajsporet. Da Nordlandsbanen åbnede videre til Fauske, kom de sydligste 1,5 km af kajsporet til at indgå i banen, før den ved 646,50 km drejede fra til den nye Rognan Station ved 647,76 km. Resten af kajsporet blev så et sidespor. Sporet blev nedlagt mellem kajanlægget og Europavej E6 i 1981 og resten 30. april 1990.
Stationsbygningen blev opført i 1955 efter tegninger af Bjarne Friis Baastad og T. Winjum. Den toetages bygning er opført i bindingsværk og rummede oprindeligt ekspedition og tjenestebolig, mens en enetages tilbygning fungerede som pakhus.